# 광양공공도서관
광양공공도서관은 전라남도 광양시 소재의 도서관이다.
전라남도교육청광양도서관으로 명칭이 변경되었다.

## 연혁
- 1992년 12월 15일 성황공공도서관으로 개관
- 2000년 1월 2일 광양공공도서관으로 명칭 변경
- 2003년 11월 1일 디지털자료실 개실
- 2009년 7월 10일 어린이자료실(돋을볕) 개실
- 2016년 6월 1일 전남 광양시 중마로 262 로 신축 이전
- 2016년 12월 7일 신축 광양공공도서관 개관
- 2023년 3월 1일 전라남도교육청광양도서관으로 명칭 변경.

## 이용 안내
이용 시간
- 종합자료실, 어린이자료실: 평일 09:00~18:00 / 주말 09:00~17:00
- 열람실: 매일 08:00~22:00

휴관일
- 정기휴관일: 매주 월요일
- 일요일을 제외한 법정 공휴일(일요일과 법정 공휴일이 겹쳤을 시에는 휴관)
- 기타 관장이 필요하다고 지정한 날